# Българска земеделска и кооперативна банка
Българската земеделска и кооперативна банка е държавна банка в България, основана през 1934 г. със сливането на 2 български банки: Българска земеделска банка и Българска централна кооперативна банка.
Тя е ключова финансова институция за България – малко след нейното създаване на обединената банка се падат около 50% от всички кредити и 54% от всички депозити в страната. Функционира до 1947 година, когато е присъединена към Българска народна банка.